# Perro polar argentino
El Perro polar argentino es una raza canina extinta creada en su momento para el Ejército Argentino  con el fin de equipar sus bases antárticas en funciones de transporte como perros de trineo. 
Fue un cruce entre las razas Husky Siberiano, Alaskan Malamute, Groenlandés y Spitz Manchuriano. Esta raza, debido al traslado al continente y la pérdida genética posterior por consecuencia de los cruces con otras razas en la Provincia de Tierra del Fuego,  está extinta desde el año 1994.[cita requerida]

## Origen taxonómico
La necesidad de desplazarse rápidamente, a bajo costo y con seguridad, motivó a un equipo de más de treinta suboficiales enfermeros veterinarios argentinos del Ejército, comandados por Héctor Martín y Félix Daza Rodríguez, a desarrollar una raza canina capaz de arrastrar grandes cargas a través de largas distancias, fácil de criar y mantener y capaz de cumplir funciones operativas similares a las de los transportes mecánicos a orugas.
En el origen de la raza se encuentran por las principales razas árticas de trabajo, y la formación de su base genética y la estabilización de su estándar insumieron a los militares treinta y un años de trabajo.
Capacitados especialmente para la marcha o "mushing" con trineos, esos perros se deslizaban con facilidad sobre superficies nevadas o heladas indistintamente.
Con la identificación de Argentina como país bicontinental comenzó en la década de 1950 la exploración y conquista de la Antártida y el consiguiente deseo de llegar al Polo Sur con la bandera celeste y blanca. El general Hernán Pujato trajo los primeros perros de trineo desde Alaska y Groenlandia comenzando así los cruzamientos.

## Características y capacidades
En las especies biológicas, los individuos presentan características con cierto rango de variabilidad. Dentro del conjunto de posibilidades, algunos rasgos se ajustan mejor al ambiente y perduran, es decir, son adaptativos.
Dentro de la especie se trató de formar un animal corpulento y de respetable peso (sesenta kilogramos el macho, y cincuenta y dos la hembra), la raza estaba bien protegida contra las bajas temperaturas mediante su triple pelaje, que incluía capa de lana, pelo propiamente dicho y sub-pelo, además de una capa adiposa subcutánea de dos centímetros de espesor. Presentaban en su boca cuatro dientes caninos o colmillos muy afilados que les servían para desgarrar, incisivos que les permitían cortar, y molares para moler o triturar. Por esta razón podían desgarrar la carne con tanta facilidad. Estos animales carnívoros cazadores, de gran temperamento sabían ganarse las caricias de los encargados de jauría.
Su capacidad tractora de trineo duplicaba la de cualquiera de las razas que le dieron origen. Un tiro de once perros polares podía arrastrar un trineo cargado con 1,1 toneladas a 35 km/h (en terreno llano) y a 50 km/h en pendientes de 45° a favor, en ambos casos sin descansar durante seis horas seguidas.
Su temperatura normal de trabajo era de -70 °C, y se ha documentado que se encontraban de visita y esperaron tranquilamente en el exterior de la base soviética Vostok el día en que se registró el récord mundial histórico de frío (-89,3 °C).
Los perros cumplían la vital función de ayudar a los soldados a evitar las grietas, trampas mortales en aquellas latitudes. Eran capaces de detectarlas por medios que no han sido desentrañados, aunque se ha sugerido que el olfato cumpliera alguna función en el fenómeno.[cita requerida]
Eran asimismo capaces de intuir o predecir las tormentas, ayudando a evitar salidas fallidas.[cita requerida] Su sentido de la orientación era excelente, incluso durante grandes tormentas. Eran muy confiables en las operaciones de rescate, y capaces de transitar por caminos no consolidados o sobre capas de hielo delgado, incapaces de soportar el peso de los tractores oruga.
Los perros polares argentinos podían sacrificarse y utilizarse como alimento para hombres o perros como recurso de supervivencia.
En 1965, estando ya consolidada la raza, el coronel Jorge Edgar Leal los seleccionó especialmente para su expedición al Polo Sur de manera terrestre. Le acompañaron formando en hileras delante de los trineos para elegir la subida al Plató Polar o Planicie del Polo Sur , una muralla de muchos metros de altura, empinada y resbaladiza, que significaba el obstáculo más difícil de sortear. Una vez alcanzada la meta los perros no siguieron con ellos hasta la meta, les esperaron allí para el regreso, habiendo cumplido su misión.

## Alimentación y cuidados
Esta especie canina se alimentaban una vez por día (el doble que los huskies siberianos), pero eran igualmente muy apreciados por ser su mantenimiento incomparablemente inferior al costo del gasoil de los tractores capaces de desplazar iguales cargas. No se les daba de beber, ya que ingerían nieve.
El alimento suministrado a los primeros padres traídos por Pujato para comenzar la raza era el pemmican, una tableta preparada con carne pulverizada, grasa y cereales que aportaba proteínas por la carne vacuna utilizada, calorías por la grasa y vitaminas por la variedad de bayas. La ventaja del concentrado alimenticio es que se podía almacenar por mucho tiempo y empleaba poco volumen de depósito.
Los encargados de jauría en las Bases Antárticas mezclaban el alimento con los restos de comidas de las dotaciones, eso permitió que el Perro Polar Argentino se criará bien robusto y más alto que sus razas originarias.
Hacia 1967 los perros perfectamente adaptados a las temperaturas antárticas comenzaron a rechazar el pemmican cuya fórmula había sufrido alguna alteración y ante la posibilidad del rechazo y la consiguiente baja de peso de los perros, se comenzó a utilizar un alimento convencional preparado en su versión prémium que se llevaba en bolsas de veinte kilos y se estoqueaba en los galpones antárticos hasta su utilización, tratando siempre de mezclarlo con el alimento humano sobrante de las cocinas.
En cuanto a cuidados especiales a los perros en realidad no los había, los veterinarios destacados o en su defecto los médicos de las Bases 
se encargaban de los partos, lastimaduras, quebraduras, etc. La principal causa de muerte era por pelea, ya que la raza se mostraba muy agresiva con sus congéneres. Se daba también fallecimientos por edad avanzada de los ejemplares vinculados a neumonías, afecciones gastrointestinales, por ingerir carne de foca que solían trasmitir bacterias, o por tomar agua de las nieves contaminadas por heces de pingüinos.

## Ejemplares famosos
El más recordado de los perros polares argentinos, un ejemplar llamado "Poncho", se destacó en la historia polar argentina por su increíble capacidad de avisar a los hombres que frente a ellos se encontraba una grieta oculta. En una oportunidad, además, guio con toda precisión a un equipo de rescate hasta los sobrevivientes de un accidente de aviación, que fueron recuperados en su totalidad.
También podemos citar a Simba, al perro guía del general Hernán Pujato, llamado Negro y al perro guía del general Víctor Hugo Figueroa, llamado Hipo.

## El TAPMA
El Tratado Antártico de Protección del Medio Ambiente, convenio asociado al Tratado Antártico del que la Argentina es firmante, dispuso explícitamente el retiro de todos los perros polares argentinos del continente austral por ser una especie exótica. La fecha límite para la evacuación del perro polar argentino se fijó para el primero de abril de 1994, y la Argentina decidió cumplir con esta obligación, trasladando toda su dotación de perros polares argentinos al continente americano.

## Controversia respecto del Tratado
Entre los motivos que el TAPMA invocaba para expulsar a los perros de la Antártida se contaba una conclusión del Scientific Committee on Anctartic Research que daba cuenta de que los perros presuntamente "transmitían el moquillo a las focas". Se daba cuenta, además, de que los cánidos depredaban las pingüineras y de que albergaban en su pelaje parásitos capaces de alterar el equilibrio ecológico de la Antártida.
Sin embargo, se ha determinado que la enfermedad de Carré, distemper o moquillo canino, no se transmite a los pinnípedos ni a ninguna otra especie diferente del Canis lupus[cita requerida]. Las focas tienen su propia versión del virus[cita requerida], como los gatos (Panleucopenia felina) y los monos (catarro de Fisher), pero no existe la infección cruzada interespecífica[cita requerida]. Los registros de las bases antárticas argentinas donde se criaban y mantenían a los perros polares argentinos (San Martín y Esperanza) conservan sus registros oficiales de inmunización, y ello demuestra que todos los ejemplares fueron vacunados como marca la ley, esto es, dos dosis al cachorro y un refuerzo anual para todos los adultos, incluyendo la revacunación anual para hembras gestantes que impide la infección de los ejemplares neonatos[cita requerida]. Las expediciones temporarias (es decir, sin base permanente) provistas de perros estaban obligadas a seguir también este plan. La efectividad del mismo se demuestra en el hecho de que, durante el período operativo del PPA en la Antártida (1951-1994), no se registró ni un solo caso de moquillo en las bases argentinas ni de ninguna otra nacionalidad, concluyéndose que la enfermedad nunca estuvo presente en el continente[cita requerida].
En sentido inverso, las únicas enfermedades evidenciadas por los perros antárticos consistían en parasitosis y dermatitis transmitidas a los cánidos por pingüinos y focas.[cita requerida]
Respecto de la depredación de focas y pingüinos, las fuentes citadas al pie[cita requerida] afirman que, si bien puede alguna vez algún perro haber devorado a un pingüino, ello solo sería beneficioso, ya que habría ayudado a controlar la grave superpoblación que esas aves sufren en sus sitios de reproducción antárticos[cita requerida].

## Evacuación al continente
Argentina no denunció el TAPMA pero, como firmante, ejerció su derecho de votar en contra de la expulsión de esta raza. Más, sometida a la voluntad de la mayoría, decidió retirar sus perros en dos etapas: los 58 ejemplares existentes fueron divididos en dos grupos de 30 y 28 animales y trasladados desde la Antártida Argentina  al territorio argentino de la sudamericana isla Grande de Tierra del Fuego también incluida en la provincia de Tierra del Fuego, Antártida e Islas del Atlántico Sur.
El primer gobernador de esa provincia, José Arturo Estabillo, nombra al Canis f. argentym antarticus Monumento Natural Provincial en 1993 y se realiza la Carrera de sleds dogs, oportunidad en que se mezcla a diferentes razas tiradoras de trineos con los perros polares.

## Causas de su extinción
Luego de 43 años de trabajo continuo en la Antártida y sin contacto alguno con otros perros, la especie había perdido la inmunidad natural a las enfermedades comunes en los perros.[cita requerida]
De los 30 componentes del primer grupo trasladado a Ushuaia y a Mendoza, 28 murieron durante el primer año, haciéndose imposible el cruzamiento y reproducción de los sobrevivientes puesto que ambos eran machos.
La mayoría de los componentes del segundo embarque corrieron la misma suerte, y los escasos sobrevivientes fueron dispersados y entregados a familias adoptivas muy alejadas unas de otras. Estos animales sufrieron cruzamientos con ejemplares extraños a la raza, y así la genética del Perro polar argentino se fue diluyendo entre la de la población canina fueguina, lo que llevó a la especie canina a su extinción.